# Georges de Laveleye
Georges Alfred de Laveleye (Brussel, 12 maart 1847 - aldaar, 26 maart 1921) was een Belgisch econoom en bankier.

## Biografie

### Familie
Georges de Laveleye was een zoon van Auguste Lamoral de Laveleye, oprichter van Moniteur des intérêts matériels, en een neef van econoom Emile de Laveleye.
Hij trouwde in 1867 in Brussel met Élise Fontaine (1839-1906), zus van bankier Léon Fontaine. Ze kregen vier zoons en twee dochters.
- Jeanne de Laveleye (1869-1952), trouwde in 1887 in Watermaal-Bosvoorde met Georges Systermans (1863-1932), advocaat, journalist voor La Libre Belgique en bestuurder en schatbewaarder van het Koninklijk Conservatorium Brussel. Ze kregen vijf zoons en een dochter, met afstammelingen tot heden.
- Hubert de Laveleye (1870-1907), trouwde in 1894 in Elsene met Germaine d'Oldendeel de Heerenbrinck (1873-1965). Ze kregen twee zoons, maar zonder nakomelingen.
- Paul de Laveleye (1872-1911), advocaat, trouwde in 1895 in Brussel met Valentine Mourlon (1876-1962), dochter van Michel Mourlon, geoloog en paleontoloog. Ze kregen vier zoons en zeven dochters, met afstammelingen tot heden.
- Maurice de Laveleye (1874-1934), trouwde in 1896 in Brussel met Simone Coppyn (1873-1903). Ze kregen drie zoons, met afstammelingen tot heden.
- Lucienne de Laveleye (1875-1948), trouwde in 1896 in Watermaal-Bosvoorde met Auguste Scheyven (1869-1918), notaris. Ze kregen zeven zoons en zes dochters, onder wie Raymond Scheyven, met afstammelingen tot heden.

Zijn broer Auguste de Laveleye (1837-1895) was een schoonzoon van architect Jean-Pierre Cluysenaar.

### Loopbaan
De Laveleye zette gedurende zijn hele leven het werk dat zijn vader was begonnen voort en leverde een belangrijke bijdrage aan de economische en financiële wetenschappen. Hij was een fervent voorstander van nationale expansie en vanaf het begin bij het economische leven in de Onafhankelijke Congostaat betrokken. In 1885 stuurde de Onafhankelijke Congostraat hem naar Parijs met de opdracht van de Franse regering toestemming voor de uitgifte van een lotenlening. Een jaar later ondersteunde hij Albert Thys bij de oprichting van een onderneming voor de aanleg van een spoorweg van Matadi naar Stanley Pool. Zijn hulp bleek bijzonder waardevol bij het verzamelen van de benodigde fondsen voor de bouw van de spoorweg. Hij was een van de eerste bestuurders van de Compagnie du chemin de fer du Congo en werd voorzitter na het overlijden van Thys. De Laveleye was ook een van de promotors van de Compagnie du Congo pour le commerce et l'industrie.
Zelf maakte hij slechts één reis naar Congo, in 1893. Hij bezocht de voortgang van de aanleg van de spoorlijn tussen Leopoldstad en Matadi en publiceerde hierover in Moniteur des intérêts matériels en Le mouvement géographique een artikel waarin hij opnieuw het economische potentieel van rijkdommen dat de spoorweg zou opleveren voorspelde.
De Laveleye was ook lid van het Institut colonial international en presenteerde tijdens de sessie van 1910 een studie over het monetaire stelsel in de kolonies. Verder was hij:
- voorzitter van de Bank van Brussel,
- vicevoorzitter van de Cercle africain,
- consul-generaal van Luxemburg.